# Saccharum asperum
Saccharum asperum är en gräsart som först beskrevs av Christian Gottfried Daniel Nees von Esenbeck, och fick sitt nu gällande namn av Ernst Gottlieb von Steudel. Saccharum asperum ingår i släktet Saccharum och familjen gräs. Inga underarter finns listade i Catalogue of Life.